# Since U Been Gone
Singles de Kelly Clarkson
Breakaway
(2004) Behind These Hazel Eyes
(2005)
Pistes de Breakaway
Breakaway Behind These Hazel Eyes
Since U Been Gone est le deuxième single (le premier en Europe) issu de Breakaway, le second album de la chanteuse américaine pop rock Kelly Clarkson.
Lancé le 30 novembre 2004, le single rencontre un succès fulgurant en 2005, pointant à la deuxième place du hit-parade américain, le Billboard Hot 100. Étant considérée comme une American Idol girl, Since U Been Gone aide Kelly Clarkson à s'éloigner de cette image, montrant qu'elle est une artiste qui vole de ses propres ailes. La chanson est un des grands succès de 2005, permettant à Kelly Clarkson de remporter le Grammy Award pour l'interprète féminine pop en 2006 devant Mariah Carey, Gwen Stefani, Sheryl Crowe et Bonnie Raitt. Le single s'est vendu à plus de 4 millions d'exemplaires à travers le monde, dont plus de 2 millions aux États-Unis .

## Informations sur la chanson
Le single est coécrit par Max Martin et Dr. Luke. Bien que Kelly Clarkson ait eu des singles à succès, ses singles précédents Low et The Trouble With Love Is ont eu un succès minime. L'industrie de la musique méprise Kelly Clarkson, déclarant qu'elle est une artiste moyenne qui sera vite oubliée par le public. Pour éviter cela, Kelly Clarkson décide de prendre plus de contrôle sur sa carrière, et avec l'aide de son avocat, elle réussit à se dégager de son contrat d’American Idol pour se diriger vers un son pop rock pour son prochain album.
Après ce changement, Kelly Clarkson doit encore décider quel serait son premier single (Breakaway n'est pas vraiment considéré comme un single par Kelly Clarkson). Initialement, Kelly Clarkson voulait comme premier single une chanson qu'elle a coécrit avec David Hodges et Ben Moody (Evanescence), mais RCA Records trouvait que la chanson est trop sombre comme premier single. Après la suggestion d'un ami, Kelly Clarkson s'envole pour la Suède pour rencontrer Max Martin et Dr. Luke.
Dès que Kelly Clarkson, Max Martin et Dr. Luke tombent d'accord, ils se mettent à écrire plusieurs chansons ensemble. Cette réunion donne naissance à Since U Been Gone, qui est choisi comme premier single. Kelly Clarkson demande qu'il y ait plus de tambours sur la chanson car elle n'est pas satisfaite par le son bubble pop de la chanson.
Avec l'immense succès de Since U Been Gone, la carrière de Kelly Clarkson s'est rétablie. Le single a permis à Kelly Clarkson d'être connue mondialement, car avant ses marchés étaient uniquement les États-Unis et le Canada. Elle est désormais reconnue dans le monde comme une des meilleures artistes pop rock actuelles.

## Performances au hit-parade
Since U Been Gone reste le plus grand hit de Kelly Clarkson, et un des plus grands hits de 2005. Le son rock 'n' roll mélangé avec le son pop fait la chanson devenir #1 sur plusieurs charts. Il est classé à la deuxième place du Billboard Hot 100 aux États-Unis. Since U Been Gone est le single le plus téléchargé de tous les temps aux États-Unis.

## Clip
Le clip de Since U Been Gone est relativement simple, et suit le sujet principal de la chanson. Dans le clip, Kelly Clarkson est vue dans l'appartement de son ex-petit ami. Elle pense au passé, mais déclare qu'elle est bien plus heureuse depuis qu'il n'est plus là. Ensuite, elle se met à détruire l'appartement de son ex-petit ami. Le clip est entrecoupé de scènes montrant Kelly Clarkson chantant le refrain de Since U Been Gone devant une foule pleine d'énergie. Le clip se termine avec Kelly Clarkson quittant derrière elle, avec un petit sourire, l'appartement détruit, juste au moment où son ex-petit ami retourne avec une nouvelle copine pour découvrir les dégâts causés.
Le clip a valu à Kelly Clarkson en 2005 deux  MTV Video Awards dans la catégorie de meilleur clip pour chanson pop et meilleur clip pour artiste féminine, battant d'autres prestigieux artistes tels que Mariah Carey et Gwen Stefani.

## Crédits et personnels
| - Chant - Kelly Clarkson - Auteurs – Max Martin, Dr. Luke | - Production – Max Martin, Dr.Luke |

- Crédits extraits du livret de l'album Breakaway, 19 Recordings, BMG, RCA Records, S Records[2].

## Position au hit-parade
| Chart (2005)                         | Plus haute position |
| ------------------------------------ | ------------------- |
| U.S. Billboard Hot 100               | 2                   |
| U.S. Billboard Hot Single Recurrents | 1                   |
| U.S. Billboard Hot 100 Airplay       | 4                   |
| U.S. Billboard Pop 100               | 1                   |
| U.S. Billboard Pop 100 Airplay       | 1                   |
| U.S. Hot Dance Music/Club Play       | 22                  |
| U.S. Dance Radio Airplay             | 1                   |
| U.S. Hot Digital Songs               | 2                   |
| U.S. Hot Digital Tracks              | 1                   |
| U.S. Top 40 Mainstream               | 1                   |
| U.S. Top 40 Tracks                   | 8                   |
| U.S. Adult Top 40                    | 2                   |
| U.S. Adult Contemporary              | 22                  |
| ARC Weekly Top 40                    | 1                   |
| Australian ARIA Singles Chart        | 3                   |
| Canadian Singles Chart               | 1                   |
| Dutch Singles Chart                  | 4                   |
| Indonesian Singles Chart             | 1                   |
| Singapore Top 20 Airplay             | 1                   |
| South African Singles Chart          | 1                   |
| U.K. Singles Chart                   | 5                   |

## Certifications
| Pays        | Certification | Ventes    |
| ----------- | ------------- | --------- |
| États-Unis  | Platine       | 2,487,000 |
| Royaume-Uni | Argent        | 200,000+  |
| Canada      | Platine       | 100,000+  |
| Australie   | Platine       | 70,000+   |